# Balázs Dénes
Balázs Dénes (1957) è un ex schermidore ungherese, vincitore di una medaglia di bronzo ai campionati mondiali di scherma.